# العلاقات البيلاروسية السنغافورية
العلاقات البيلاروسية السنغافورية هي العلاقات الثنائية التي تجمع بين روسيا البيضاء وسنغافورة.

## مقارنة بين البلدين
هذه مقارنة عامة ومرجعية للدولتين:
| وجه المقارنة                                              | روسيا البيضاء                    | سنغافورة                                                             |
| --------------------------------------------------------- | -------------------------------- | -------------------------------------------------------------------- |
| المساحة (كم2)                                             | 207.60 ألف                       | 719                                                                  |
| عدد السكان (نسمة)                                         | 9.50 مليون                       | 5.89 مليون                                                           |
| الكثافة السكانية (ن./كم²)                                 | 45.76                            | 819.19 ألف                                                           |
| العاصمة                                                   | مينسك                            | سنغافورة                                                             |
| اللغة الرسمية                                             | اللغة البيلاروسية، اللغة الروسية | لغة إنجليزية، اللغة الملايو، اللغة الصينية القياسية، اللغة التاميلية |
| العملة                                                    | روبل بلاروسي                     | دولار سنغافوري                                                       |
| الناتج المحلي الإجمالي (بليون دولار)                      | 54.44 مليار                      | 323.91 مليار                                                         |
| الناتج المحلي الإجمالي (تعادل القوة الشرائية) بليون دولار | 168.35 مليار                     | 472.59 مليار                                                         |
| الناتج المحلي الإجمالي الاسمي للفرد دولار أمريكي          | 5.74 ألف                         | 52.89 ألف                                                            |
| الناتج المحلي الإجمالي للفرد دولار أمريكي                 | 18.18 ألف                        | 82.76 ألف                                                            |
| مؤشر التنمية البشرية                                      | 0.798                            | 0.925                                                                |
| رمز المكالمات الدولي                                      | +375                             | +65                                                                  |
| رمز الإنترنت                                              | .by، .бел                        | .sg                                                                  |
| المنطقة الزمنية                                           | ت ع م+03:00                      | ت ع م+08:00، توقيت سنغافورة المنسق ‏                                  |

## منظمات دولية مشتركة
يشترك البلدان في عضوية مجموعة من المنظمات الدولية، منها:
| علم المنظمة | اسم المنظمة                               | تاريخ انضمام روسيا البيضاء | تاريخ انضمام سنغافورة |
| ----------- | ----------------------------------------- | -------------------------- | --------------------- |
|             | مؤسسة التمويل الدولية                     | 2 نوفمبر 1992              | 4 سبتمبر 1968         |
|             | منظمة حظر الأسلحة الكيميائية              | ?                          | ?                     |
|             | الأمم المتحدة                             | 24 أكتوبر 1945             | 21 سبتمبر 1965        |
|             | الاتحاد الدولي للاتصالات                  | 7 مايو 1947                | 22 أكتوبر 1965        |
|             | منظمة الشرطة الجنائية الدولية             | ?                          | ?                     |
|             | البنك الدولي للإنشاء والتعمير             | 10 يوليو 1992              | 3 أغسطس 1966          |
|             | الاتحاد البريدي العالمي                   | ?                          | ?                     |
|             | المركز الدولي لتسوية المنازعات الاستشارية | 9 أغسطس 1992               | 13 نوفمبر 1968        |
|             | وكالة ضمان الاستثمار متعدد الأطراف        | 3 ديسمبر 1992              | 24 فبراير 1998        |
|             | يونسكو                                    | 12 مايو 1954               | 8 أكتوبر 2007         |

## وصلات خارجية
- موقع وزارة الخارجية البيلاروسية
- موقع وزارة الخارجية السنغافورية